# Прайор, Дэвид
Дэвид Хэмптон Прайор (англ. David Hampton Pryor; 29 августа 1934, Камден, Арканзас — 20 апреля 2024, Литл-Рок) — американский политик-демократ. 39-й губернатор штата Арканзас с 1975 по 1979 год. Представлял Арканзас в обеих палатах Конгресса США, сначала в качестве члена Палаты представителей с 1966 по 1973 год, а потом сенатора с 1979 по 1997 год.
В 1957 году он получил степень бакалавра в Университете Арканзаса, в 1964 году окончил Школу права того же университета и начал свою карьеру в качестве юриста в Камдене.
Женился 28 ноября 1957 года на Барбаре Жан Лансфорд. У пары есть трое сыновей. Один из его сыновей, Марк Прайор, был прокурором штата Арканзас с 1999 по 2003 год и сенатором от Арканзаса с 2003 по 2015.
Умер 20 апреля 2024 года в своём доме в Литл-Роке в возрасте 89 лет.